# The Running Man (film, 2025)
The Running Man är en amerikansk science fiction och actionfilm som har premiär den 7 november 2025. Filmen är regisserad av Edgar Wright, efter ett manus skrivet av Wright och Michael Bacall som i sin tur är baserat på Stephen Kings roman Den flyende mannen från 1981.

## Handling
Filmen utspelar sig i framtiden där en tv-tävling skickar ut dödsdömda fångar (och en oskyldigt dömd man) på en skrämmande jakt för sin frihet.

## Rollista (i urval)
- Glen Powell - Ben Richards
- Katy O'Brian - tävlande
- Daniel Ezra - tävlande
- Karl Glusman - jägare
- Josh Brolin - Dan Killian
- Lee Pace - Evan McCone
- Jayme Lawson - Sheila Richards
- Michael Cera - Bradley Throckmorton
- Emilia Jones - Amelia Williams
- William H. Macy
- David Zayas - Richard Manuel
- Sean Hayes
- Colman Domingo - Bobby Thompson